# Institut Teknologi Bandung
De Institut Teknologi Bandung afgekort ITB (oude naam: Technische Hoogeschool te Bandoeng) is de eerst opgerichte technische universiteit en de eerste hogeschool van Nederlands-Indië en dus ook van het huidige Indonesië. Deze universiteit in Bandung (toenmalige benaming Technische Hogeschool Bandoeng) is opgericht als particulier initiatief in 1920. Het werd officieel ook genoemd het Koninklijk Instituut voor Hooger Technisch Onderwijs in Nederlandsch-Indië. 
De huidige benaming is ontstaan in 1959 nadat het als zelfstandig instituut zich afsplitste van de Universiteit van Indonesië.

## Geschiedenis
Doordat Nederlands-Indië in de Eerste Wereldoorlog moeilijk bereikbaar was en door de grote behoefte aan technici in dat land werd de druk steeds groter op de conservatieve regering om hiervoor ter plekke een opleiding mogelijk te maken. Onder leiding van Dr J.W. IJzerman lukte dit ten slotte als door het Nederlandse bedrijfsleven gefinancierde universiteit. De instelling was eigenlijk alleen bestemd voor civiele technici. Andere vakken zoals mijnbouw kwamen pas later. Het curriculum werd gelijkwaardig opgezet aan dat van de Technische Hogeschool Delft. Studenten konden hierdoor doorstromen. Op 18 oktober 1924 werd de particuliere universiteit door de regering overgenomen. In datzelfde jaar waren op 1 juli de eerste ingenieursdiploma's uitgereikt.
Tot de Tweede Wereldoorlog kende de hogeschool slechts de faculteit voor weg- en waterbouw; in 1947 kwam daar de faculteit van exacte wetenschappen bij; tegenwoordig zijn er twaalf faculteiten.
De hoofdingang was aan de Hoogeschoolweg (nu Jalan Ganesa) en het park daartegenover heette IJzermanpark (nu Taman Ganesha).

## Gebouwen

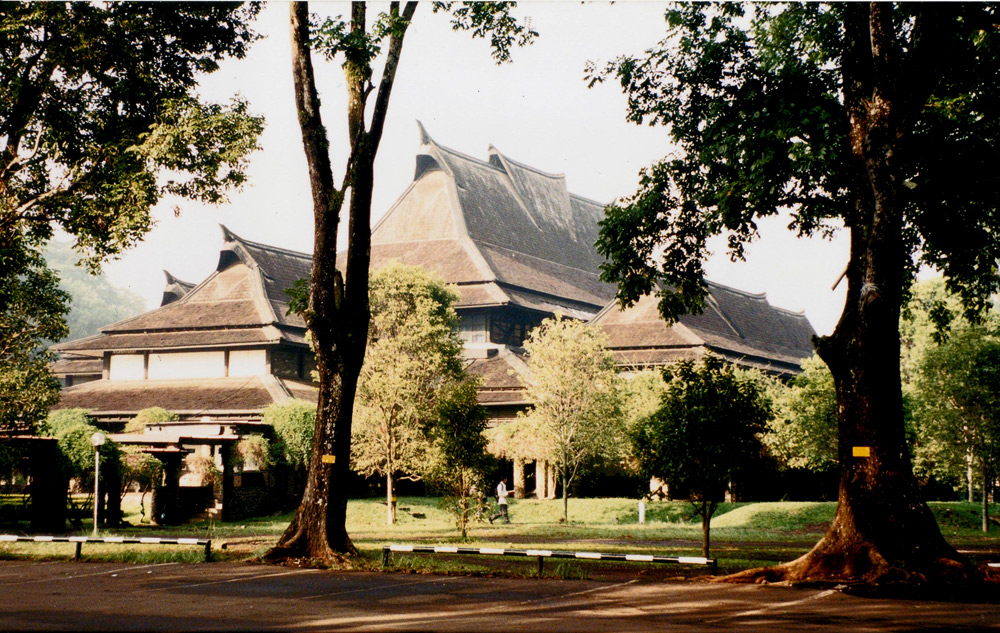
De oudste hoofdgebouwen

De oudste gebouwen bij de hoofdingang zijn door de architect Henri Maclaine Pont ontworpen in een Minangkabause stijl. Vanwege ziekte kon hij niet bij de officiële opening door de Gouverneur-Generaal in 3 juli 1920 aanwezig zijn.
Ook een aantal van de latere gebouwen is in deze stijl gebouwd. Voor de hoofdingang werd een park aangelegd genoemd naar de oprichter IJzerman.

## Lijst van Rectoren
- Prof. ir. Jan Klopper 1920-1925
- Prof. Dr. Jacob Clay 1925-1927
- Prof. ir. Hendrik Christiaan Paulus de Vos 1927-1928
- Prof. Dr. Jacob Clay 1928-1929
- Prof. Dr. Willem Boomstra 1929-1933
- Prof. ir. Hendrik Christiaan Paulus de Vos 1933-1934
- Prof. Charles P. Wolff Schoemaker 1934-1935
- Prof. ir. Cornelis Gijsbert Jan Vreedenburgh 1935-1936
- Prof. ir. Paulus Pieter Bijlaard 1936-1937
- Prof. ir. Jan Jacob Iman Sprenger 1937-1938
- Prof. Dr. Herman Robert Woltjer 1938-1939
- Prof. Dr. Willem Boomstra 1939-1940
- Prof. ir. Johannes Wilhelmus Franciscus Cornelis Proper 1940-1941
- Prof. ir. Jan Jacob Iman Sprenger 1941-1942

- Isyihara 1944-1945 (als Voorzitter van "Bandung Kogyo Daigaku")

- Prof. ir. R. Roosseno Soerjohadikoesoemo 1945-1947 (als Voorzitter van "Sekolah Tinggi Teknik (STT) Bandung")

- Prof. Ir. R. Soemono 2 Maart-1 november 1959 (als Voorzitter van Presidium)
- Prof. ir. R. Otong Kosasih 1959-1964
- ir. R. Oekar Bratakoesoemah 1964-1965
- Luitenant-Kolonel ir. Koentoadji 1965-1969
- Prof. Dr. Doddy Achdiat Tisna Amidjaja 1969-1976
- Prof. Dr.Ing. Iskandar Alisjahbana 1976-1978
- Dr. Soedjana Sapi'ie 1978-1979
- Prof. Dr. Doddy Achdiat Tisna Amidjaja 1979-1980
- Prof. Hariadi Paminto Supangkat, PhD 1980-1988
- Prof. ir. Wiranto Arismunandar, MSME 1988-1997
- Prof. ir. Lilik Hendrajaya, MSc, PhD 1997-2001
- Prof. Dr. ir. Kusmayanto Kadiman 2001-2004
- Prof. ir. Adang Surahman, MSc, PhD 2004-2005
- Prof. Dr. ir. Djoko Santoso, MSc 2005-2010
- Prof. Dr. Akhmaloka 2010-2014
- Prof. Dr. Ir. Kadarsah Suryadi, DEA 2015-2020
- Prof. Ir. N. R. Reini Djuhraeni Wirahadikusuma, MSCE, PhD 2020-2025
- Prof. Dr. Ir. Tatacipta Dirgantara, M.T. 2025-

## Wetenswaardigheden
- Aan deze Hogeschool was een vereniging voor studenten verbonden genaamd: Het Bandoengsch Studenten Corps.
- De huidige studentenverenigingen zijn per faculteit geordend en de leden dragen een jasje in hun faculteitskleuren.
- De Nederlandse verzetsstrijder Richard Leonard Arnold Schoemaker was al jong hoogleraar architectuur, maar vertrok al snel naar de Technische Hogeschool Delft. Zijn broer C.P. Wolff Schoemaker bekleedde deze positie vanaf 1922 en was tevens leermeester van de architectuurstudent Soekarno.

## Bekende oud-studenten
- Ir. Soekarno president van Indonesië
- Ir. Manusama president RMS
- Nico Palar oud-Kamerlid PvdA
- Ir. Bacharuddin Jusuf Habibie president van Indonesië
- Jim Supangkat, kunstenaar en conservator